# جرمی رالی
جرملی رولی (انگلیسی: Jeremy Rowley؛ زادهٔ ۱۱ ژوئن ۱۹۷۷) یک هنرپیشه اهل ایالات متحده آمریکا است. وی از سال ۱۹۹۹ میلادی تاکنون مشغول فعالیت بوده‌است. البته او بیشتر بخاطر صداگذاری شخصیت "بانست" در کارتون بانست یک هیولاست مشهور است.
او در فیلم باشگاه کوگر بازی کرده است.